# تنگه ماکاسار

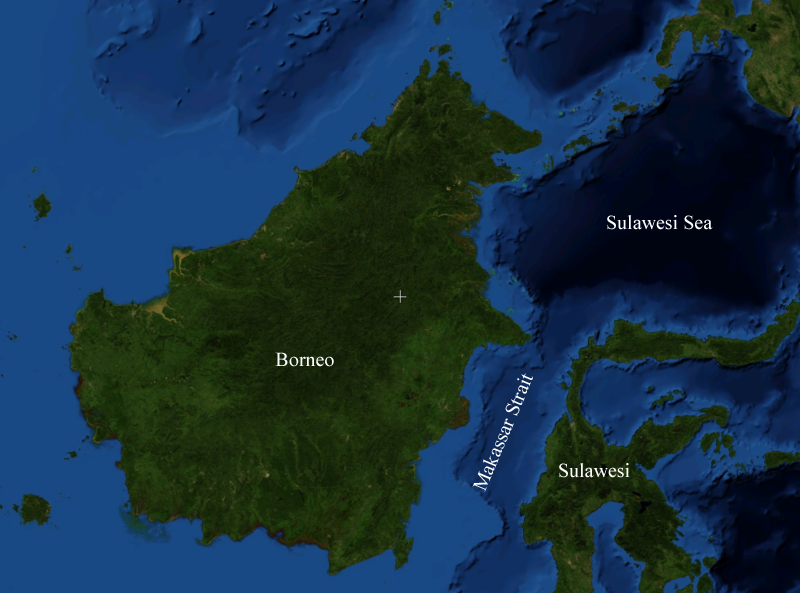
موقعیت تنگهٔ ماکاسار (دریای سولاوسی همان دریای سلب است)

تنگهٔ ماکاسار (اندونزیایی: Selat Makassar) گذرگاه آبی باریکی واقع در اقیانوس آرام و در میان جزایر بورنئو در غرب و سولاوسی در شرق است که دریای جاوه در جنوب را به دریای سلب در شمال متصل می‌سازد. این تنگه ۸۰۰ کیلومتر طول و بین ۱۳۰ تا ۱۳۷ کیلومتر پهنا داشته و جزایر متعددی در طول آن قرار گرفته‌اند که بزرگترینشان جزیره لوت و سبوکو است. همچنین مهمترین زیستگاه حاشیهٔ تنگهٔ ماکاسار بالیکپاپان است که در بورنئو قرار دارد.
در بحبوبحهٔ جنگ جهانی دوم در ژانویهٔ ۱۹۴۲، نیروهای نظامی مشترک ایالات متحده و هلند یکی از ناوگان‌های اعزامی ژاپن را در این تنگه مشغول داشتند. بااین‌وجود پس از ۵ روز مبارزه، نیروهای متفقین نتوانستند جلوی پیاده‌شدن ژاپنی‌ها در بالیکپاپان را بگیرند و بدین ترتیب نخستین قدم برای اشغال بورنئوی تحت کنترل هلند برداشته شد.